# Equipe ganesa na Copa Davis
A equipe ganesa na Copa Davis representa Gana na Copa Davis, principal competição de tênis masculina por equipes do mundo. É administrada pela Ghana Tennis Association.